# Piribeg
Der Piribeg (albanisch auch Piribegu, mazedonisch Пирибег) ist ein 2524 m. i. J. hoher Berg zwischen dem Kosovo und Nordmazedonien. Er ist der höchste Punkt in der östlichen Šar Planina. An seinen Nordwesthängen liegt das größte Skizentrum des Kosovo, Brezovica. Auch der Gipfel des Piribeg ist mit einem Skilift erschlossen.